# Porcellio scaber
Porcellio scaber là một loài động vật chân đều phân bố ở Hà Lan và Bỉ trong lớp Malacostraca.